# Субедар
Субедар (англ. Subedar) — исторический ранг в индийской армии (1895—1947), в звании ниже британского офицера и выше унтер-офицера.
Звание было эквивалентно британскому лейтенанту и было введено в Ост-Индской компании в Армии президентств (Бенгальская армия, Мадрасская армия и Бомбейская армия) с целью упрощения общения британских офицеров с солдатами — носителями других языков.
Таким образом, от субедара требовалось свободное владение английским языком.
До 1866 года звание было высшим, которого мог достичь неевропеец в армии Британской Индии. Эквивалентным ему было звание рисалдара в кавалерии.
Власть субедара была ограничена индийскими войсками, он не мог командовать британскими войсками.
До раздела Индии в 1947 году и независимости Индии и Пакистана субедары были известны как офицеры вице-короля, после 1947 года название было изменено на младший офицер.
В Империи Великих Моголов и Империи Маратхов субедар был губернатором провинции и во время британского правления он назывался так же, как низкое звание в армии.

## Знаки отличия
- До 1858 года субедары носили два эполета с небольшими слившимися полосами на каждом плече.
- После 1858 года они носили два скрещённых золотых меча на воротнике, либо на правой груди их мундира.
- После 1900 года субедары носили две звёздочки на каждом плече и после Первой мировой войны красно-жёлто-красную ленту под каждой звёздочкой.
- После Второй мировой войны, лента была перенесена между плечом и знаками различия.
- После раздела Индии в 1947 году, бывшая индийская армия была разделена между Индией и Пакистаном.
- В пакистанской армии звание было сохранено, но лента теперь имеет следующие цвета: красный-зелёный-красный.
- После отделения Бангладеш от Пакистана Сухопутные войска Бангладеш также сохранили звание, изменив цвета ленты на красный-пурпурный-красный и переименовав его в старший мичман.